# Protoavis texensis
Il Protoavis (primo uccello - Protoavis texensis CHATTERJEE, 1991) era un piccolo dinosauro di 30 cm di lunghezza; aveva piccoli denti nella parte anteriore delle mascelle, che usava per masticare insetti, altri animaletti, e forse pesci.
Il taxon è di collocazione incerta. Nel 1986 furono rinvenuti nel Texas i resti di due probabili dinosauri, vissuti 210 milioni di anni fa, nel Triassico superiore, nel Texas (USA). Ma questi resti presentavano caratteri propri degli uccelli e al contempo elementi tipici dei dinosauri.

## Un goffo volatile
Il Protoavis rimane un mistero perché è possibile che i suoi resti si siano mescolati con quelli di altre specie.
Aveva forse un aspetto simile a quello di un uccello incapace di volare. Questo dinosauro presenta zampe anteriori corte che terminano con ampie "mani", mentre le zampe posteriori e le ossa dell'anca non presentano caratteri tipici di quelle degli uccelli. Dunque è probabile che fosse un teropode simile a un uccello.
Forse si muoveva correndo sulle zampe posteriori e tenendo quelle anteriori distese sui fianchi.